# Horstedt (Nordfriesland)
Horstedt (dänisch: Horsted, nordfriesisch: Hoorst) ist eine Gemeinde im Kreis Nordfriesland in Schleswig-Holstein. Horstedtfeld und Kronenburg liegen im Gemeindegebiet.

## Geografie

### Geografische Lage
Das Gemeindegebiet von Horstedt erstreckt sich beidseits des Landschaftsübergangs von der Schleswigschen Geest in den südlichen Teil der Nordfriesischen Marsch nordöstlich von Husum.

### Nachbargemeinden
Direkt angrenzende Gemeinden von Horstedt sind:
| Hattstedtermarsch |                                             | Arlewatt  |
| Hattstedt         | Kompassrose, die auf Nachbargemeinden zeigt | Olderup   |
|                   | Husum                                       | Schwesing |

## Geschichte
Der Ortsname ist erstmals um 1438 schriftlich dokumentiert worden und bedeutet Stätte, Wohnstätte des Horsi zu -stedt (altdän. stath, neudän. sted, im Nordfriesischen zu -st reduziert) und Hor- für Pferd (vgl. altdän. Horsi). 
Bis zum Deutsch-Dänischen Krieg 1864 befand sich der Ort im Kirchspiel Hattstedt (Hatsted Sogn) der Südergoesharde (Sønder Gøs Herred) des Herzogtums Schleswig. 
Am 1. April 1934 wurde die Kirchspielslandgemeinde Hattstedt aufgelöst. Alle ihre Dorfschaften, Dorfgemeinden und Bauerschaften wurden zu selbständigen Gemeinden/Landgemeinden, so auch Horstedt.

## Politik

### Gemeindevertretung
Bei der Kommunalwahl am 14. Mai 2023 wurden insgesamt 11 Sitze vergeben. Von diesen erhielt die Allgemeine Wählergemeinschaft Horstedt sechs Sitze und die Neue Wählergemeinschaft Horstedt fünf Sitze.

### Wappen
Blasonierung: „In Grün, von einem blauen Wellenbalken zwischen je einen silbernem Wellenfaden geteilt, oben ein silbernes Windrad und ein silbernes Hufeisen mit nach oben gekehrten Stollen, unten eine schwebende silberne Treuhand (Händeschlag).“

## Wirtschaft

### Allgemeines
Die Gemeinde ist überwiegend landwirtschaftlich geprägt. In der Gemeinde sind zwei Gastwirtschaften in Betrieb.

### Verkehr
Horstedt liegt am historischen Westlichen Ochsenweg. Heute durchläuft westlich des Dorfs die Bundesstraße 5 das Gemeindegebiet. Sie bildet hier den nördlichen Beginn der vollständig höhenfrei als Kraftfahrstraße ausgebauten Umgehungsstraße Husum.
Der nächstgelegene Bahnhof ist der Bahnhof Husum an der Marschbahn. Der Ort wird an vier Haltestellen vom Rufbus Husum Umland und der Buslinie 1031 (Schulbus). Die Konzession für den Betrieb dieser Verkehre hat aktuell (Stand: 2019) das Unternehmen Rohde Verkehrsbetriebe.